# Vicki Ann Ellis
Vicki Ann Ellis là một luật sư và thẩm phán người Saint Lucia. Cô đã là Thẩm phán Tòa án tối cao Đông Caribê kể từ năm 2012.
Ellis có bằng cử nhân luật của Đại học West Indies. Cô làm luật sư tại Saint Lucia từ năm 1996 đến 2003, bao gồm vài năm làm luật sư Crown. Năm 2003, cô chuyển đến Quần đảo Cayman, nơi cô là Phó Tổng luật sư, một vị trí cô giữ đến năm 2012. Cô có bằng LLM của Đại học London vào năm 2005.
Vào tháng 3 năm 2012, Ủy ban Dịch vụ Pháp lý và Tư pháp của Cộng đồng Caribbean đã chỉ định Ellis làm Thẩm phán Tòa án Tối cao của Tòa án Tối cao Caribe; cô được chỉ định cư trú và nghe các trường hợp từ Grenada. Vào tháng 9 năm 2012, cô đã được chuyển đến Tòa án tối cao ở Quần đảo Virgin thuộc Anh.